# The Journeyman Project 3: Legacy of Time
The Journeyman Project 3: Legacy of Time is een videospel ontwikkeld door Presto Studios, en uitgebracht door Red Orb Entertainment. Het spel is het vervolg op The Journeyman Project en The Journeyman Project 2: Buried in Time.

## Overzicht
Het spel maakt gebruik van een 360° 3D CGI interactief systeem, vergelijkbaar met Quicktime VR. Het was ook een van de eerste spellen die uitkwam op dvd-rom.
Het spel werd in 1999 opnieuw uitgebracht samen met de windowsversie van The Journeyman Project—Turbo! en Buried in Time als een "Trilogie"-set.

## Verhaal
Ondanks de succesvolle missies van Agent 5 in de vorige twee spellen, wordt tijdreizen gezien als iets gevaarlijks. TSA moet noodgedwongen sluiten. Agent 3, de schurk uit Buried in Time, veroorzaakt echter alsnog een tijdelijke scheur in het tijdruimte continuüm. Gage moet terug reizen in de tijd om haar te vinden. Nadat hij hierin is geslaagd, ontdekt hij dat een mysterieuze buitenaardse vloot op weg is naar de aarde om een oud voorwerp genaamd de Legacy of Time te zoeken. Samen met zijn partner Arthur moet Gage als eerste de stukken van deze Legacy vinden. Hiervoor bezoekt hij de legendarische plaatsen Atlantis, Shangri La, en El Dorado.

## Reacties
Het spel ontving vooral positieve reacties, vooral door het feit dat het spel afweek van de vorige twee spellen. Het spel had een groter scherm en gebruikte niet langer het biochip-systeem.